# Lince (carro de combate)
El Lince fue un programa de desarrollo español para un carro de combate principal propuesto que se desarrolló durante la década de 1980 y principios de 1990. La intención era sustituir a los carros M47 y M48 Patton que el Ejército de Tierra de España había recibido bajo el Mutual Defense Assistance Act de los Estados Unidos entre 1954 y 1975, y complementar a los carros AMX-30E fabricados para el ejército durante la década de 1970. Las empresas de varias naciones, tales como la alemana Krauss-Maffei, la española Santa Bárbara, y la francesa GIAT hicieron ofertas para el contrato de desarrollo. Las principales prioridades eran la movilidad y la potencia de fuego, con una prioridad secundaria centrada en la protección; el carro Lince iba a ser más ligero y más rápido que sus competidores. El tamaño del vehículo también habría estado limitado por la red ferroviaria y de carreteras de España. Para lograr un nivel suficiente de poder de fuego y protección, teniendo en cuenta los requisitos de tamaño, el Lince iba a utilizar el cañón L/44 de 120 mm de Rheinmetall y el blindaje alemán del Leopard 2A4.

## Historia
Durante la década de 1970 el ejército español fue abastecido por los Estados Unidos con 552 carros de combate M47 y M48 Patton como un pacto de defensa mutua en contra de una potencial invasión de Europa Occidental por la Unión Soviética. Los primeros carros fueron entregados en 1954 y la flota se mejoró en la década de 1970 para igualar las capacidades de los carros M60 Patton. España estaba, sin embargo, interesada en la sustitución de estos vehículos ya en la década de 1960 con el francés AMX-30 o el alemán Leopard 1. España finalmente decidió comprar el carro francés de modo que a partir de 1975 el ejército español tenía 299 AMX-30, designados como AMX-30E. De estos, 280 carros de combate fueron fabricados por la empresa local Empresa Nacional Santa Bárbara - actualmente Santa Bárbara Sistemas) que recibió la patente del AMX-30 de la compañía francesa GIAT. Cuando el primer lote de producción de AMX-30 terminó el ejército francés y Santa Bárbara comenzaron un programa de investigación para una eventual modernización del AMX-30 para corregir deficiencias tales como la fiabilidad mecánica, blindaje y el sistema de control de incendios. En fildeo el AMX-30E, el ejército encontró que sus M47 y M48 actualizados estaban obsoletos; sus primeros carros M47 tenían más de 30 años. El ejército necesitaba un tanque moderno que pudiera complementar su AMX-30E y comenzó a buscar un reemplazo para su flota de Patton.

### Pujas
En 1984, el Ministerio de Defensa español declaró su intención de apartar ciento veinte mil millones de pesetas (mil cien millones de US$ o mil millones de euros) para un programa de desarrollo futuro y atrajo el interés de cinco empresas extranjeras. La empresa alemana Krauss-Maffei y la empresa española Santa Bárbara presentaron una candidatura conjunta a mediados de 1984, de un carro de 1970 avanzado tecnológicamente. El gobierno francés propuso cooperar con España en el diseño de un carro de combate principal con tecnología moderna. Francia prosiguió más tarde por su cuenta el desarrollo de este programa con el AMX Leclerc. Sin embargo, los franceses admitieron que impondrian restricciones a la Empresa Nacional Santa Bárbara a la hora de exportar el carro. El Gobierno italiano propuso un acuerdo similar para una cooperación en el diseño de un carro de combate. La empresa estadounidense General Dynamics y la empresa británica Vickers ofrecieron el M1 Abrams y el Valiant, respectivamente,.pero el gobierno español rechazó sus ofertas al año siguiente debido a la baja probabilidad de producción local y exportación del carro de combate. A finales de 1985, la única oferta que seguía en estudio era la colaboración hispanogermana y la de los gobiernos francés e italiano.
La oferta de Krauss-Maffei del Lince siempre fue la más clara en cuanto a sus diseños técnicos. El carro pesaría 49 toneladas y estaría equipado con un cañón principal de 120 milímetros. Podría disparar su arma principal en movimiento y contra objetivos de día y de noche. Equipado con un motor MTU de 1200 CV, el Lince podría alcanzar los 70 km/h por carretera Aunque en gran medida basado en el Leopard 2A4, el Lince era más pequeño y más ligero, sacrificando blindaje por movilidad, ya que se consideraba que esto era ventajoso en el terreno español, que suele ser irregular. Por otra parte, se impusieron restricciones de tamaño debido a las capacidades existentes de ferrocarril de España y la red de carreteras. El Lince empleaba una coraza de múltiples capas, similares a la de los alemanes Leopard 2A4, proporcionando una mayor protección que la coraza estándar de un peso similar. La protección se vio reforzada por el bajo perfil de la torre, una vez más similar a la del Leopard 2A4.
A principios de 1986, el Ministerio de Defensa declaró su intención de elegir un contrato en cuestión de meses. Las fuentes de información afirmaban que Krauss-Maffei se iba a hacer con el contrato, aunque las posibilidades del francés eran grandes debido a los contratos de armamento que habían suscrito con España ( Además de producir el diseño francés AMX-30, en 1979 el gobierno español también tenía un contrato para aviones de combate Mirage F1 y helicópteros utilitarios.). A principios de 1987, Francia ofreció de nuevo España, el contrato para codesarrollar y coproducir el AMX Leclerc. Esta vez se agregó a la oferta la posibilidad de una lucrativa exportación conjunta. Bassets A pesar de la oferta francesa y la colaboración permanente con los italianos, la inversión española en el programa Lince hispanogermano creció a 200 millones de pesetas (1,8 millones de dólares ). Sin embargo, el gobierno español no anunció un ganador para el contrato. Esta indecisión llevó a Krauss-Maffei a la congelación de su oferta por el Lince. Krauss-Maffei también citó la pérdida de millones de dólares debido a errores por parte de Santa Bárbara Sistemas en el ámbito de la fabricación del Lince.

## Final y consecuencias

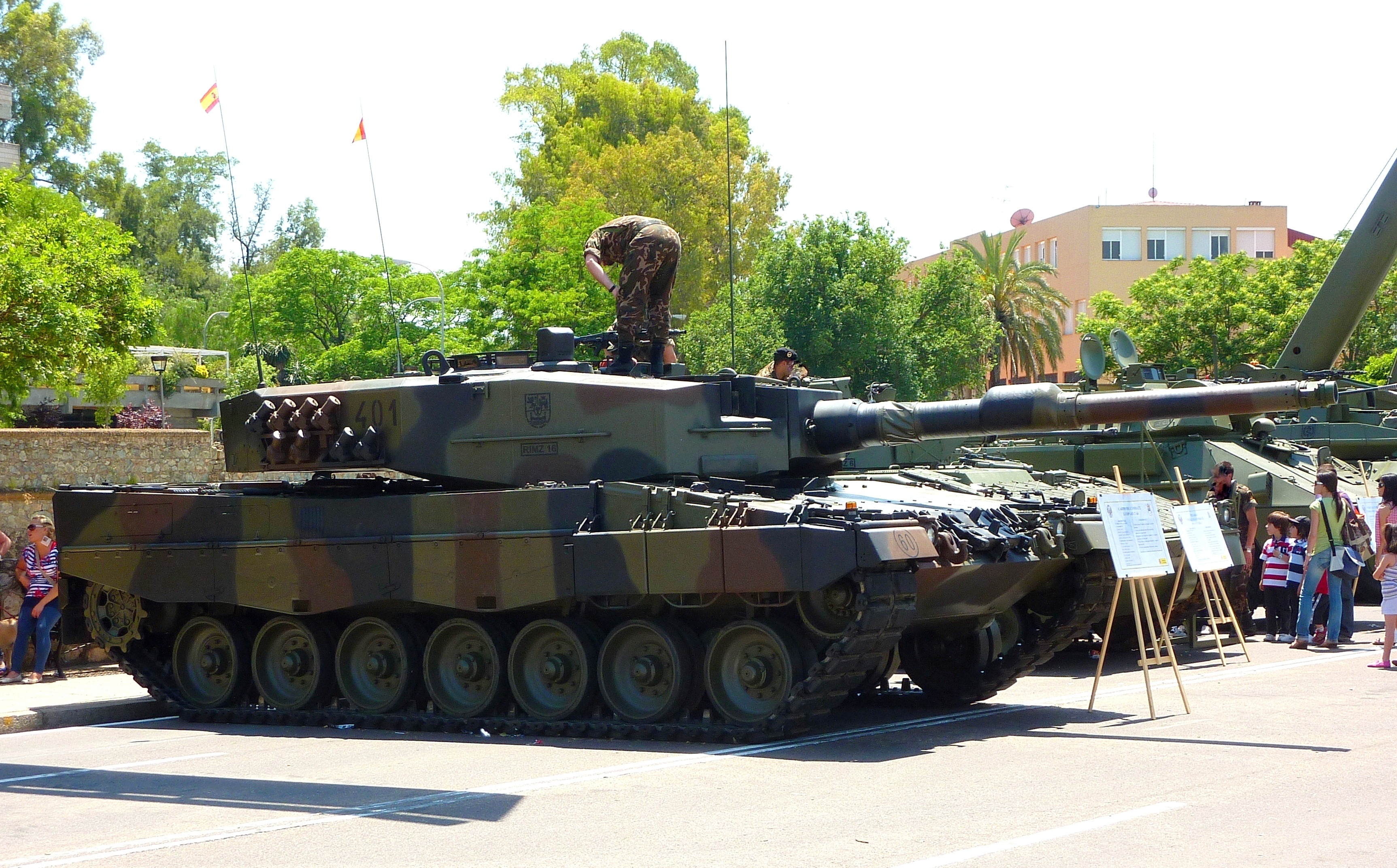
Un Leopard 2A4 español en 2010. España alquiló inicialmente 108 Leopard 2A4 en 1995 a Alemania. El contrato de arrendamiento se prorrogó de 2001 a 2005. Posteriormente, los compró por 15 millones de euros.

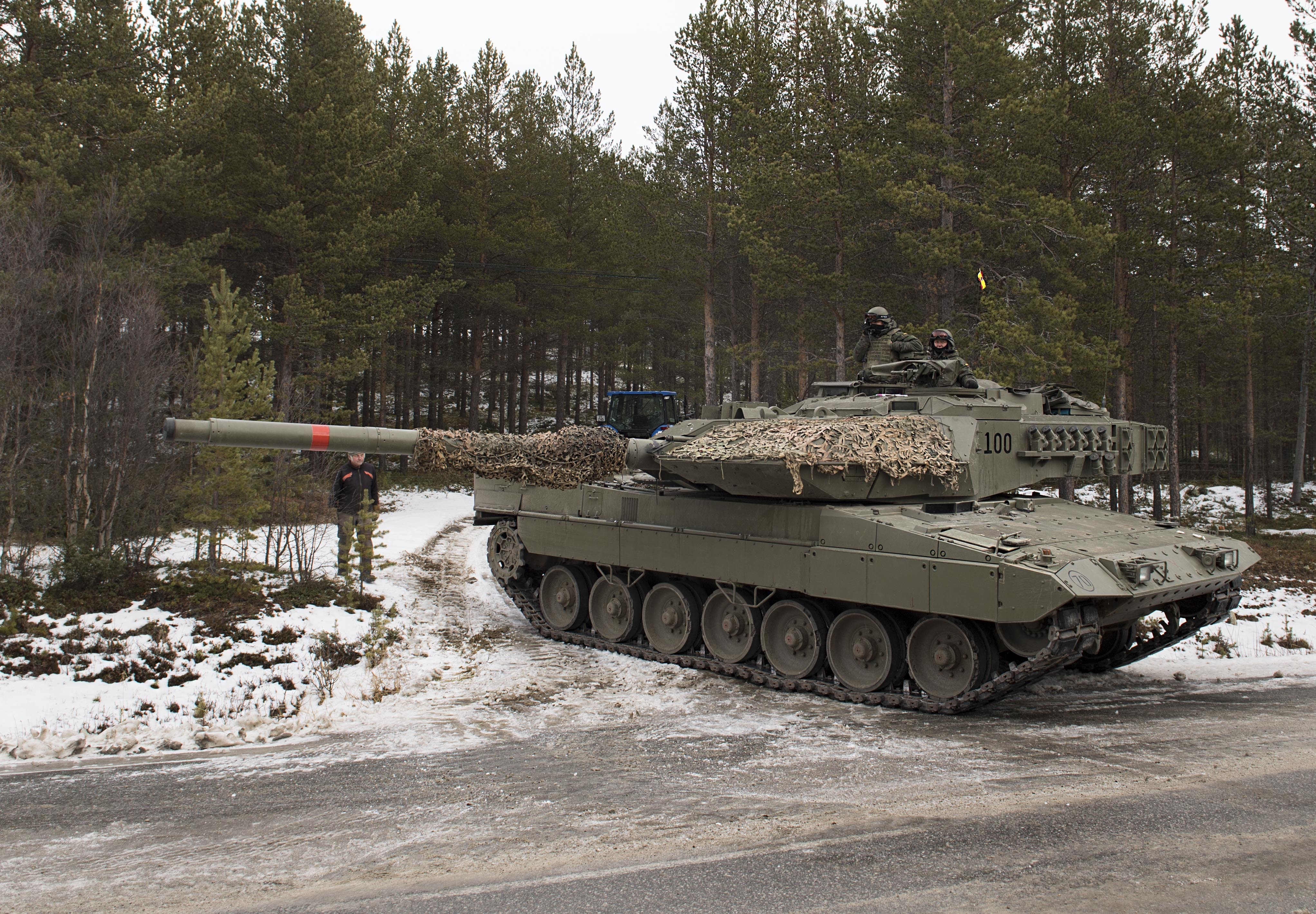
Debido a la cancelación del programa Lince España optó por la licencia de fabricación de 219 Leopardo 2E en la década de 1990.

El Ministerio de Defensa español accedió a modernizar los AMX-30E del ejército en 1987 y asignó 16 mil millones de pesetas para el programa. Desde julio de 1987 el ejército actualizó la totalidad de su flota de AMX-30E a los estándar EM1 y EM2, y este programa de actualización planteó una amenaza para el programa Lince. Por la misma época el gobierno español expresó su interés en la adquisición de carros Patton M60 estadounidenses que estaban siendo retirados de Europa Central, de conformidad con el Tratado de las Fuerzas Armadas Convencionales en Europa, y entre octubre y noviembre de mismo año el gobierno español comenzó a negociar la adquisición de 400 a 500 tanques M60A1 y M60A3, aparte de esto planeó actualizar los M60A1 adquiridos al estándar M60A3. En diciembre los Estados Unidos acordaron transferir 532 M60A1 y M60A3 para reemplazar M47 y M48 de España. Después de recibir 50 de los 272 modelo A1, España canceló la adquisición de estos y optó por recibir sólo los 260 M60A3. Debido a la modernización de los AMX-30, la decisión de reemplazar los antiguos "Patton" con los M60A3 y la crítica de Krauss-Maffei por la gestión del programa de tanques autóctonos, el Lince fue cancelado en 1989. Cuestiones de gestión en Santa Bárbara Sistemas también jugaron un papel en el final apresurado del programa, incluyendo los nefastos saldos anuales negativos y la reducción de personal de la fábrica; Sin embargo, a diferencia del planeado Lince, los M60 sólo satisfacían la necesidad inmediata de España para modernizar la flota de carros de combate del Ejército a corto plazo. No eran una solución de modernización a largo plazo como los M47 y M48 de España que ya habían sido actualizados a los equivalentes de los M60.
Como resultado, España negoció y obtuvo de Alemania la licencia de fabricación bajo supervisión de KMW; e inició desde 2003 la producción local del Leopard 2E, bajo la figura de un memorando de entendimiento; que se firmó entre los dos gobiernos en 1995, en el trato se incluyó que los alemanes prestaron 108 Leopard 2A4 al ejército español durante cinco años a partir de 1998 directamente de sus reservas para la instrucción de la tropa de carristas españoles. En 2005 el Ministerio de Defensa español declaró la intención de comprar los carros en lugar de alquilarlos, y los términos mostrados en cuanto a la producción local le permiten a Santa Bárbara Sistemas la puesta en producción del Leopardo 2E en el año 2003, y la primera brigada de carros sería entregada en diciembre del mismo año.

## Características técnicas
En comparación con el Lince, que es más pequeño, el Leopard 2A4 pesa 55t y es impulsado por un motor diésel de 1500CV. El mayor peso de los Leopard 2A4 se debe en parte a su blindaje más grueso, que ofrecen una mayor protección y equilibran la pérdida de la movilidad en comparación con el Lince.

### Comparación con las alternativas

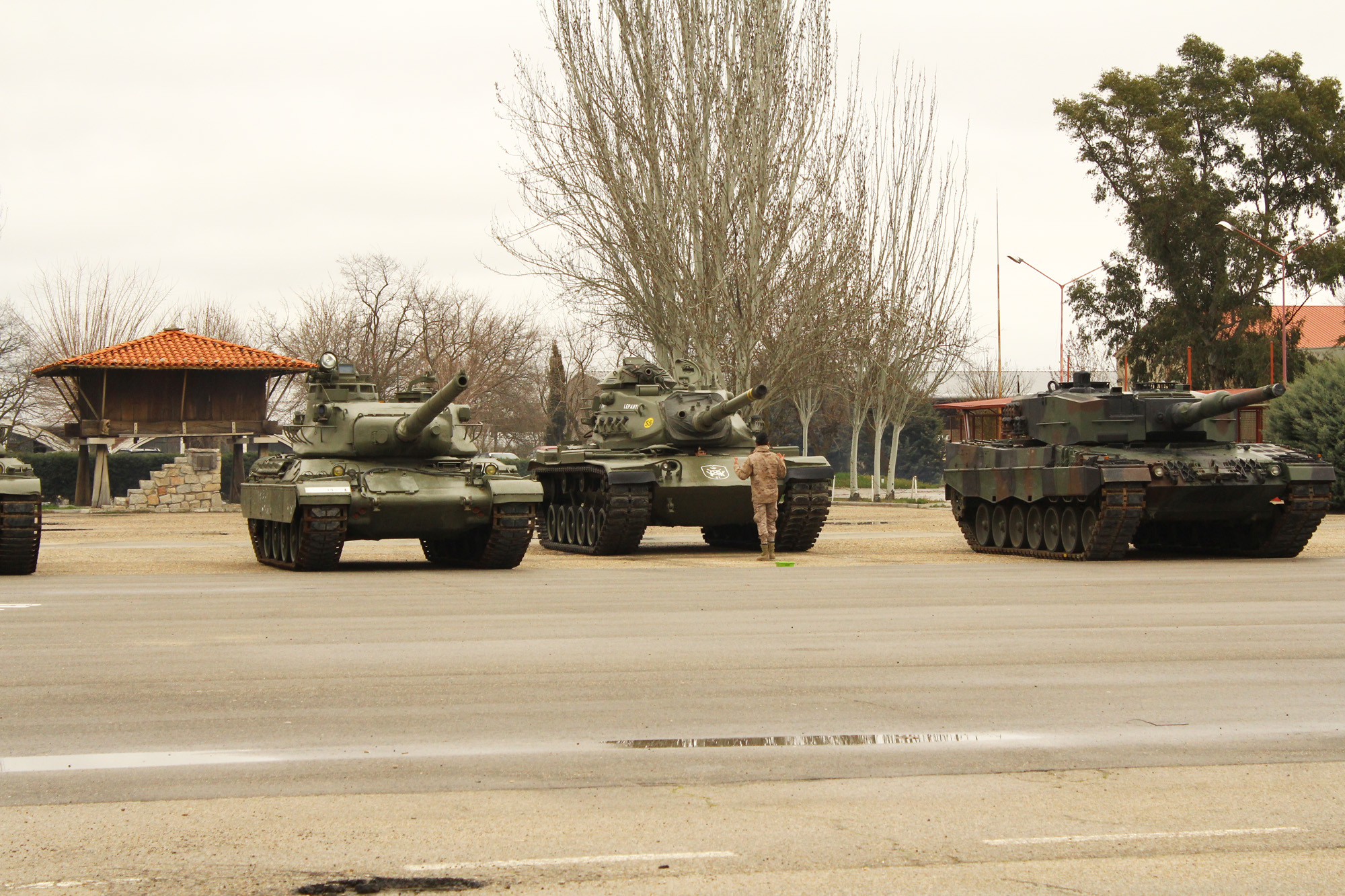
De izquierda a derecha: un tanque AMX-30E, un tanque M60 Patton y un tanque Leopard 2A4 en el Museo de El Goloso.

|                         | Leopardo 2E                 | Leopard 2A4                 | M60A3                                          | AMX-30EM2                          | Lince                       |
| ----------------------- | --------------------------- | --------------------------- | ---------------------------------------------- | ---------------------------------- | --------------------------- |
| Peso                    | 62,5 t                      | 55 t                        | 55,6 t                                         | 36 t                               | 49 t                        |
| Cañón                   | L/55 de 120 mm y ánima lisa | L/44 de 120 mm y ánima lisa | Royal Ordnance L7 M68 de 105 mm y ánima rayada | Modèle F1 de 105 mm y ánima rayada | L/44 de 120 mm y ánima lisa |
| Munición                | 42 proyectiles              | 42 proyectiles              | 63 proyectiles                                 | 50 proyectiles                     | 40 proyectiles              |
| Autonomía por carretera | 500 km                      | 500 km                      | 480 km                                         | 400 km                             | 550 km                      |
| Potencia                | 1500 CV (1103 kW)           | 1500 CV (1103 kW)           | 750 CV (559,27 kW)                             | 850 CV (633,84 kW)                 | 1200 CV (882,06 kW)         |
| Velocidad máxima        | 70 km/h                     | 68 km/h                     | 48,28 km/h                                     | 65 km/h                            | 70 km/h                     |